# Gekaufte Wahrheit – Gentechnik im Magnetfeld des Geldes
Gekaufte Wahrheit – Gentechnik im Magnetfeld des Geldes ist ein deutscher Kino-Dokumentarfilm von Bertram Verhaag aus dem Jahr 2010 über den Einfluss der Wirtschaft auf Wissenschaft und Gentechnikforschung.
Anhand mehrerer Beispiele wird gezeigt, wie die Industrie wissenschaftliche Kritik unterdrückt. Zu Wort kommen u. a. der Biochemiker Árpád Pusztai, der an seinem britischen Forschungsinstitut entlassen wurde, nachdem er in den Medien gesundheitsbedenkliche Ergebnisse seiner Forschung zur Wirkung genmanipulierter Nahrungsmitteln auf Ratten berichtet hatte.
Ebenso dargestellt wird Ignacio Chapela, Professor an der Universität Berkeley, der sich dort mehrfach wieder einklagen musste, um weiter kritisch unterrichten zu können.
Der Film berichtet über den Verkauf eines Teils des Campus an den Konzern BP, der sich vertraglich Einfluss auf Unterricht und Veröffentlichung von Forschungsergebnissen zusichern ließ. Um protestierende Studenten, die auf jahrhundertealte Bäume kletterten, die für einen Neubau abgeholzt wurden, von ihrer Versorgung abzuschneiden, wurden mehrere Zäune aufgestellt und die Studenten wurden mit Scheinwerfern vom Schlafen abgehalten.

## Auszeichnungen
Die Doku wurde mit acht internationalen Preisen ausgezeichnet:
- Bester Dokumentarfilm, The Indie Fest 2010
- Top Ten Films, Kansas International Film Festival 2010
- AT&T Award for Environmental Conservation and Stewardship, Arpa International Film Festival 2010
- The Columbus Institute for Contemporary Journalism Award 2010
- Accolade Award: Bester Dokumentarfilm 2010
- Bester Langer Dokumentarfilm, Maverick Movie Awards 2010
- Beste Filmmusik, Maverick Movie Awards 2010
- Salus (Unternehmen) Journalistenpreis 2011

## Vorführungen
Die Kino-Premiere des Films fand am 10. März 2011 in mehreren Kinos deutschlandweit gleichzeitig statt. Die Diskussion im Anschluss im Kino Babylon in Berlin wurde per Livestream in alle teilnehmenden Kinos übertragen. Es diskutierten Renate Künast, Susan Bardósz und der Regisseur Bertram Verhaag. Von 2011 bis 2013 wurde der Film in mehr als 150 Kinos und Spielstätten gezeigt.
In Österreich startete der Film am 12. Oktober 2011 im Stadtkino Wien.
Der Bayerische Rundfunk zeigte den Film als TV-Premiere am 2. Mai 2012.

## Finanzierung
Der Film ist eine Co-Produktion mit dem Bayerischen Rundfunk. Gefördert wurde der Film durch: Filmförderungsanstalt FFA, Deutscher Filmförderfonds DFFF, Film- und Medienstiftung NRW, FilmFernsehFonds Bayern, Media Plus und Discovery Campus.

## Kritik
- „Hemmungslos parteiisch, aber sehenswert“[5]
- „Ein Werk, das unter die Haut geht.“[6]
- „Erstaunlich, wie der Film die Tatsachen ans Licht bringt, den schmalen Grat zwischen Agrogentechniker und Giftverkäufer aufweist und die Kaltstellung von Kritikern mit unfairen Mitteln beweist.“[7]
- „Hemmungslos parteiischer Film – und doch macht er erschreckend klar: Wir wissen nicht, wem wir trauen können, wir wissen nicht, was wir essen – die Versuchstiere sind wir!“[8]
- „GEKAUFTE WAHRHEIT ist kein Gruselstreifen, leider, sondern ein Dokumentarfilm über Folgen genveränderter Nahrung und über den Umgang mit Wissenschaftlern, die unliebsame Ergebnisse veröffentlichen wollten – und mundtot gemacht wurden.“[9]